# Marcelo Méndez
Marcelo Rodolfo Méndez (Buenos Aires, 20 de junho de 1964) é um ex-voleibolista profissional argentino, posteriormente passou a exercer a função de treinador e atualmente é técnico do Jastrzębski Węgiel, da Polônia.

## Carreira
Os primeiros passos deu-se aos doze anos de idade no Instituto La Salle de Florida (Vicente López), até o final de 1981, quando ingressou no Club Atlético River Plate nas categorias de base e quando juvenil já atuava com o elenco adulto, sendo o capitão do time em 1987; e por este clube atuou como central, mas, exerceu em alguns jogos as posições de oposto e ponteiro passador, sendo campeão na Liga Argentina na temporada 1987-88, também foi o técnico do time; formando-se em Educação Física em 1988 em Buenos Aires, ainda como jogador atuou pelo clube em 1992,atuando como técnico e somente como treinador no ano de 2004.
Na temporada 1988-89 transferiu-se para o voleibol italiano pela Società Fiat Ammauto de Sala Consilina, renovando para 1989-90  e pelo Polisportiva Jonica de Santa Teresa di Riva no período de 1990-91, em ambos os períodos e clubes exerceu a função de técnico também, na divisão D.
De 2004 a 2008 foi treinador do clube espanhol Club Voleibol Pòrtol, com alcunhas de Son Amar Palma, Drac Palma ou Palma Volley, sendo que na temporada 2004-05 foi vice-campeão da Superliga Espanhola, e nesta competição foi tricampeão nas temporadas de 2005-06, 2006-07 e 2007-08,  sendo bicampeão da Copa do Rei  em 2005 e 2006, tricampeonato da Supercopa Espanhola nos anos de 2005, 2007, 2008.
Na temporada de 2004-05 comandou o CV Pòrtol a inédita final da Taça Challenge CEV cujas finais deu-se em Lube Macerata alcançou a medalha de prata, outro bom resultado foi o sexto lugar na Liga dos Campeões da Europa de 2006-07.Em 2007 foi o treinador da Seleção Espanhola de Voleibol Masculino na edição da Copa do Mundo do Japãofinalizando na quinta posição e  na Torneio Qualificatório Olímpico sediado na Alemanha e terminou na terceira posição e a frente do selecionado ficou até disputar a extinta Liga Mundial de 2008.
Em 2009 foi contratado pelo Fundação de Apoio ao Desenvolvimento Educacional de Montes Claros e por curto período foi diretor técnico, levando o time ao título do Campeonato Mineiro, e nascia a parceria entre o Cruzeiro Esporte Clube e Sada Betim, a união nascendo Sada Cruzeiro e Marcelo encabeçou o projeto que rendeu 39 taças em 48 finais de 55 campeonatos, finalizando sua vitória história em 2021, totalizando 12 anos.

No comando do Sada Cruzeiro obteve o título do Campeonato Mineiro de 2010 e neste ano foi campeão do Torneio Internacional UC Irvine  nos Estados Unidos e disputou a final da Superliga Brasileira A 2010-11 concluindo com o vice-campeonato nesta.Obteve  o bicampeonato mineiro e bicampeonato do Torneio Internacional UC Irvine, ambos em 2011 consecutivamente e na Superliga Brasileira A 2011-12 chegou a mais uma final em sua carreira e conquistou o título da edição.
Com o Sada/Cruzeiro conquistou o tricampeonato consecutivo mineiro em 2012, disputou em Liñares o Campeonato Sul-Americano neste mesmo ano e conquistou a medalha de ouro e a qualificação para o Campeonato Mundial de Clubes também neste ano, este disputado em Doha, mas encerrou com a medalha de prata; e encerrando a temporada 2012-13 conquistou o vice-campeonato da Superliga Brasileira A correspondente.
A temporada 2013-14 a frente do time brasileiro obeteve o tetracampeonato mineiro em 2013 e neste mesmo ano disputou seu segundo Campeonato Mundial de Clubes consecutivo, desta vez sediado em solo brasileiro na cidade de Betim, oportunidade que conquistou o ouro inédito para um clube de voleibol masculino do Brasil. Em 2014 conquistou o ouro da Copa Brasil em Maringá e o bicampeonato do Sul-Americano de Clubes em Belo Horizonte e chegou a final da Superliga Brasileira A 2013-14, finalizando com o título da competição.Em 2014 disputou pelo Sada Cruzeiro a edição do Campeonato Mundial de Clubes em Belo Horizonte e foi semifinalista encerrando na quarta posição.
Renovou por mais uma temporada com o Sada Cruzeiro e sagrou-se campeão na edição do Campeonato Mineiro em 2014, neste mesmo ano sagrou-se campeão do Torneio Internacional UC Irvine, conquistou o bronze na Copa Brasil 2015.
Pelo Sada Cruzeiro disputou a edição do Campeonato Sul-Americano de Clubes em 2015, este sediado em San Juan, na Argentina, ocasião que conquistou a medalha de prata e neste ano disputou a fase final edição de Superliga Brasileira A, correspondente a temporada 2014-15, sagrando-se bicampeão nacional.
Em 2015 também competiu pelo Sada Cruzeiro na Supercopa Brasileira, realizada em Itapetininga, sagrando-se campeão nesta que foi a primeira edição e também na edição do Campeonato Mundial de Clubes sediado em Betim, vestindo a camisa 12 sagrando-se bicampeão.
Nas competições de 2015-16 renovou com o Sada Cruzeiro sagrando-se campeão consecutivamente na edição do Campeonato Mineiro de 2015 e sagrou-se tricampeão consecutivo nacional na Superliga Brasileira A 2015-16,,também alcançou o título da Copa Brasil de 2016, esta sediada em Campinas
Ainda em 2016 conquistou o bicampeonato na edição do Campeonato Sul-Americano de Clubes, realizado em Taubaté também disputou mais uma edição do Campeonato Mundial de Clubes sagrou-se tricampeão mundial.
Em mais uma temporada consecutiva pelo Sada Cruzeiro conquistou o título do Campeonato Mineiro de 2016 e o bicampeonato da Supercopa Brasileira de 2016; nesta jornada disputou a Superliga Brasileira A 2016-17 alcançando o tetracampeonato consecutivo nacional.
Em 2017 disputou a Copa Brasil realizada em Campinas, ocasião que avançou as semifinais e nesta fase ocorreu a eliminação, também sagrou-se tetracampeão da edição do Campeonato Sul-Americano de Clubes de 2017, sediado em Montes Claros.
Renovou com o Sada Cruzeiro para as competições do período 2017-18, na pré-temporada disputou aa edição do Desafio Sul-Americano de Vôlei na San Juan (Argentina) conquistando o título, também alcançando o título do Campeonato Mineiro de 2017 e o bicampeonato também na edição da Supercopa de 2017 e conquistou nesta mesma temporada o título da Coa Brasil de 2018 em São Paulo e neste mesmo ano conquistou a medalha de ouro na edição do Campeonato Sul-Americano de Clubes novamente sediada em Montes Claros e foi premiado como o melhor jogador da competição.E venceu a primeira partida da final da Superliga Brasileira A 2017-18 e ao vencer a segunda partida dos playoffs da fase final sagrou-se campeão nacional de forma consecutiva.
Renovou com o Sada Cruzeiro por mais uma temporada e conquistou o título do Campeonato Mineiro de 2018, na sequência conquistou o vice-campeonato da Supercopa Brasileira de 2018 realizada em Belo Horizonte.
Nos anos de 2016 e 2017 foi sondado para assumir a Seleção Polonesa de Voleibol Masculino.
Em 2018 é contratado para assumir a Seleção Argentina de Voleibol Masculino.Comandou a seleção na Liga das Nações , e foi vice-campeão do Campeonato Sul-Americano de 2019 sediado nas cidades de Santiago e Temuco.
Em 2021 conduziu a seleção argentina ao terceiro lugar dos Jogos Olímpicos de Verão de 2020 e no elenco estava seu filho Nicolás Méndez.
Em 2023, Marcelo conduziu a Argentina a seu primeiro título  Sul-Americano superando a Seleção Brasileira por 3x0 (19-25, 27-29, 22-25), no jogo que valia o título do  de vôlei 2023.

## Títulos e resultados
River Plate Voley
- Campeonato Argentino: 1999

CV Pòrtol
- Campeonato Espanhol: 2006, 2007 e 2008
- Taça da Espanha: 2006
- Supercopa Espanhola: 2006, 2008 e 2009
- Taça CEV: 2006

Montes Claros Vôlei
- Campeonato Mineiro:2009

Sada Cruzeiro
- Torneio de Irvine (EUA): 2010, 2011 e 2014
- Campeonato Mineiro: 2010, 2011, 2012, 2013, 2014, 2015, 2016, 2017, 2018, 2019 e 2020
- Copa Brasil: 2014, 2016, 2018, 2019, 2018, 2020 e 2021
- Copa Brasil: 2017
- Superliga: 2012, 2014, 2015, 2016, 2017 e 2018
- Superliga: 2011 e 2013
- Superliga: 2019
- Supercopa Brasileira: 2015, 2016 e 2017
- Supercopa Brasileira: 2018, 2019 e 2020
- Troféu Super Vôlei: 2020
- Campeonato Sul-Americano de Clubes: 2012, 2014, 2016, 2017, 2018, 2019 e 2020
- Campeonato Sul-Americano de Clubes: 2015
- Campeonato Mundial de Clubes: 2013, 2015 e 2016
- Campeonato Mundial de Clubes: Mundial: 2012 e 2019
- Campeonato Mundial de Clubes: 2017

Argentina
- Campeonato Sul-Americano de Seleções: 2019
- Jogos Olímpicos de Tóquio de 2020: 2021

Jastrzębski Węgiel
- Campeonato Polonês: 2022–23
- Supercopa Polonesa: 2022